# Schminkpalet
Een schminkpalet is een Oud-Egyptisch ceremonieel voorwerp, wat tot de Oud-Egyptische kunst behoort.

## Functie
Schminkpaletten bestaan uit steen, meestal groene leisteen en ze kunnen verschillende vormen hebben, zoals rechthoekig, vierkant of in de vorm van een schildpad. Sommige hebben ceremoniële teksten, andere weer afbeeldingen van wilde honden, leeuwen of andere dieren. Een frequent terugkerend thema is: twee dieren tegenover elkaar met lange halzen en een kom. De paletten zijn rijkelijk gedecoreerd aan beide zijden en in een van de zijden is een ruimte voorzien om de malachiet/oogschmink te plaatsen. 
Deze ceremoniële paletten werden als ex voto in tempels geplaatst, om belangrijke gebeurtenissen die tijdens de regering van de betreffende koning hadden plaatsgevonden te herdenken.

## Geschiedenis
Schminkpaletten behoren tot de archaïsche kunst van Egypte en dateren globaal uit de Proto-dynastieke Periode tot aan de 2e dynastie van Egypte. Een beroemd voorbeeld van een ceremonieel palet is het Narmer palet dat de eenwording van Egypte uitbeeldt en een van de vroegste bronnen is waarin Egyptische hiërogliefen gebruikt worden.

## Voorbeelden
Enkele markante voorbeelden zijn:

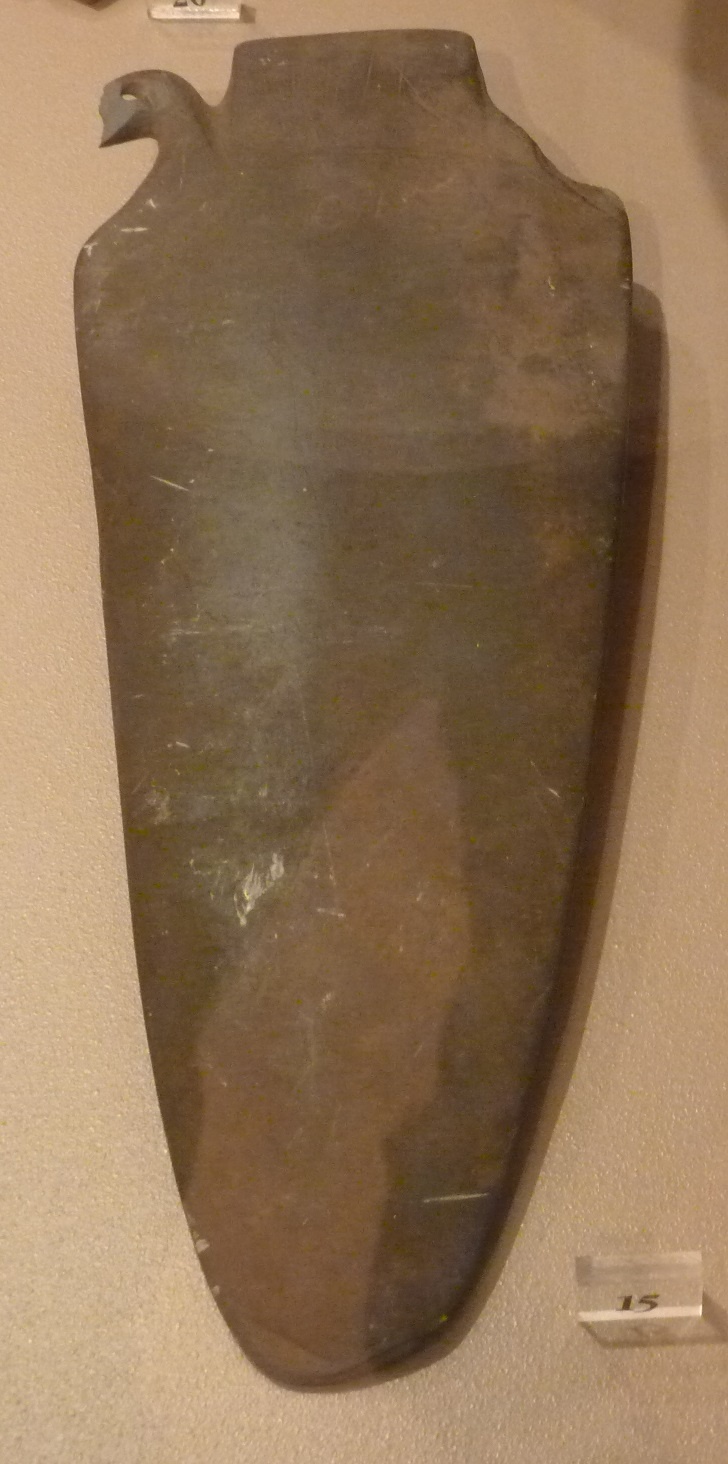
Schminkpalet uit Naqada II
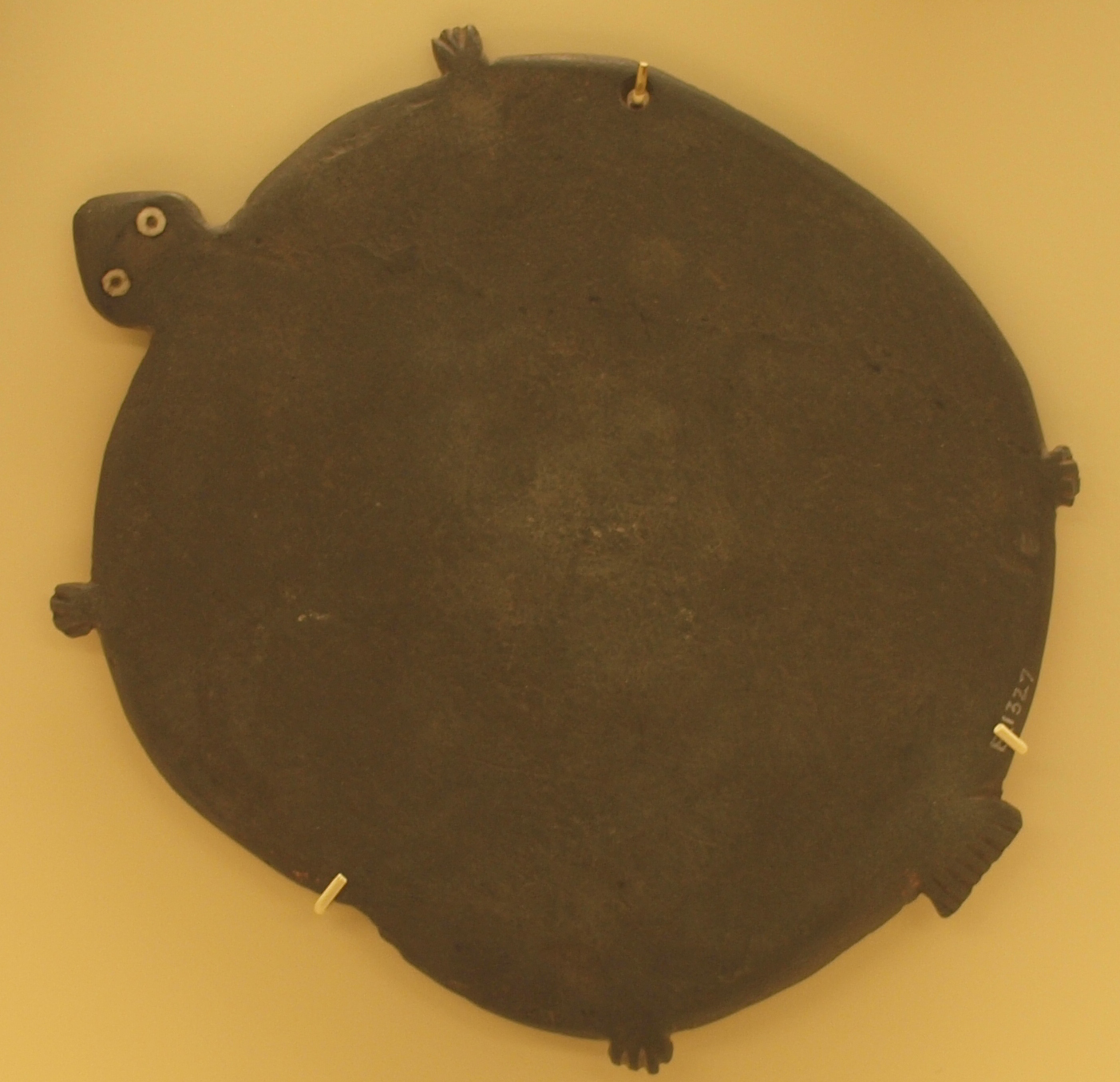
Schminkpalet in de vorm van een schildpad
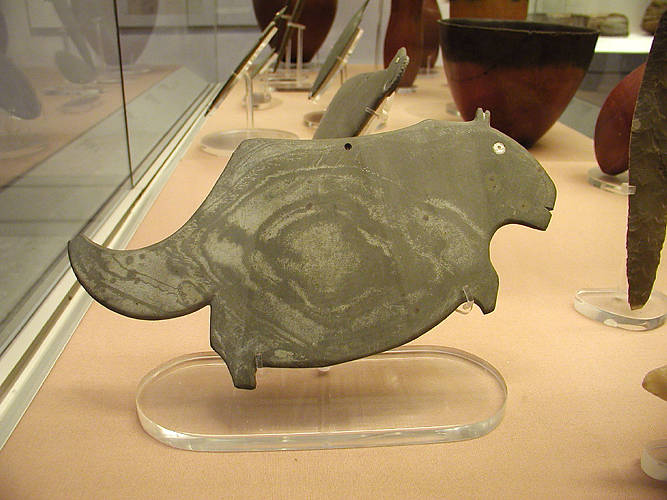
In de vorm van een nijlpaard
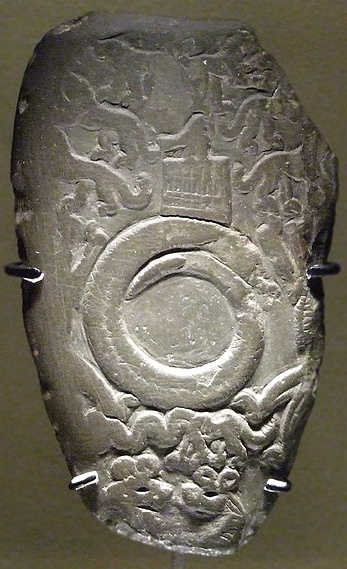
Schminkpalet met serech.
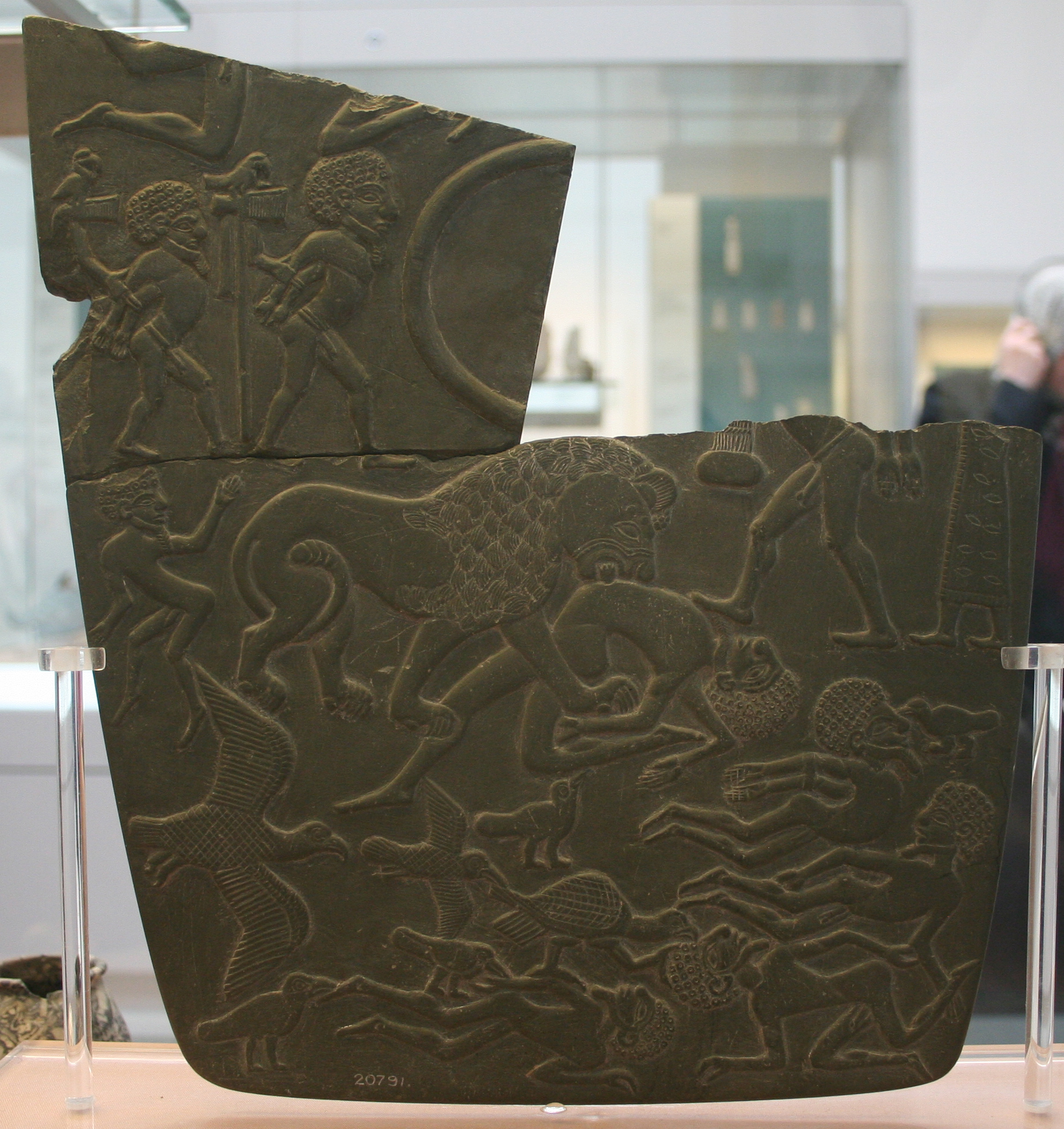
Rituele onderwerping van Neder-Egypte.
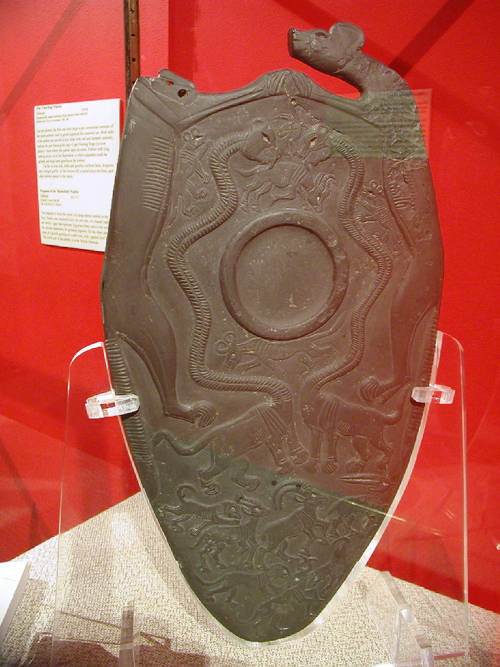
Schminkpalet met fantasie dieren